# Chapelle British Cemetery
Chapelle British Cemetery is een Britse militaire begraafplaats met gesneuvelden uit de Eerste Wereldoorlog, gelegen in de Franse gemeente Holnon (departement Aisne). De begraafplaats werd ontworpen door Charles Holden en ligt in een woonwijk op 300 m ten noorden van het gemeentehuis. Ze heeft een rechthoekig grondplan met aan de achterzijde een driehoekige apsis waarin het Cross of Sacrifice en enkele Special Memorials staan. Het terrein heeft een oppervlakte van 2.063 m² en is omgeven door een natuurstenen muur. Aan de voorzijde zijn er twee toegangspoortjes waartussen de Stone of Remembrance staat opgesteld. Tegen de linker en rechterzijde staat een schuilhuisje met een boogvormige opening en een driehoekig fronton. De graven zijn in vier rijen met regelmatige perken aangelegd. De begraafplaats wordt onderhouden door de Commonwealth War Graves Commission.
Er worden 602 doden herdacht waaronder 242 niet geïdentificeerde.

## Geschiedenis
Van 14 tot 19 september 1918 werd in het dorp en bos van Holnon hevig gevochten tussen de 6th Division en de vijand. De begraafplaats, genoemd naar een kapel aan de wegkant, werd na de wapenstilstand aangelegd met graven die afkomstig waren uit de slagvelden ten westen van Saint-Quentin en van de gemeentelijke en Franse militaire begraafplaatsen in de omgeving. 
Alle 360 geïdentificeerde doden zijn Britten. Voor 17 van hen werden Special Memorials opgericht omdat hun graven niet meer gelokaliseerd konden worden en men neemt aan dat ze onder een naamloze grafsteen liggen. Vier andere slachtoffers worden met een Duhallow Block herdacht omdat zij oorspronkelijk op de gemeentelijke begraafplaats van Holnon begraven waren, maar hun graven werden later door artillerievuur vernietigd en niet meer teruggevonden.

## Onderscheiden militairen
- John William Woods, kapitein bij de King's Own Yorkshire Light Infantry werd onderscheiden met het Military Cross (MC).
- Francis White, compagnie sergeant-majoor bij de Sherwood Foresters (Notts and Derby Regiment) werd onderscheiden met de Meritorious Service Medal (MSM).
- onderluitenant Charles Arthur Smith, korporaal T. Blair en de soldaten Alexander Brown, W.G. King en Charles Gibson werden onderscheiden met de Distinguished Conduct Medal (DCM).
- sergeant D. Douglas, de korporaals Harold Jenkins Glover en S.W.G. Humphris en de soldaten L.S. Brewster, H. Boulton en A. Smith ontvingen de Military Medal (MM).